# Сент-Пол (Айова)
Сент-Пол (англ. St. Paul) — місто (англ. city) в США, в окрузі Лі штату Айова. Населення — 109 осіб (2020).

## Географія
Сент-Пол розташований за координатами 40°46′4″ пн. ш. 91°30′59″ зх. д. / 40.76778° пн. ш. 91.51639° зх. д. (40.767828, -91.516434).  За даними Бюро перепису населення США в 2010 році місто мало площу 0,98 км², уся площа — суходіл.

## Демографія
Згідно з переписом 2010 року, у місті мешкало 129 осіб у 52 домогосподарствах у складі 36 родин. Густота населення становила 131 особа/км².  Було 53 помешкання (54/км²).
Расовий склад населення:
| - 98,4 % — білих - 0,8 % — азіатів |

До двох чи більше рас належало 0,8 %. Частка іспаномовних становила 0,0 % від усіх жителів.
За віковим діапазоном населення розподілялося таким чином: 21,7 % — особи молодші 18 років, 62,0 % — особи у віці 18—64 років, 16,3 % — особи у віці 65 років та старші. Медіана віку мешканця становила 44,5 року. На 100 осіб жіночої статі у місті припадало 98,5 чоловіків;  на 100 жінок у віці від 18 років та старших — 98,0 чоловіків також старших 18 років.
Середній дохід на одне домашнє господарство  становив 55 802 долари США (медіана — 54 750), а середній дохід на одну сім'ю — 67 412 долари (медіана — 62 188). За межею бідності перебувало 5,6 % осіб, у тому числі 0,0 % дітей у віці до 18 років та 11,8 % осіб у віці 65 років та старших.
Цивільне працевлаштоване населення становило 53 особи. Основні галузі зайнятості: виробництво — 26,4 %, будівництво — 17,0 %, фінанси, страхування та нерухомість — 13,2 %, освіта, охорона здоров'я та соціальна допомога — 11,3 %.